# Chika Umino
Chika Umino (羽海野 チカ, Umino Chika) est le pseudonyme d'une dessinatrice de manga japonais. Elle serait née un 30 août à Tokyo, au Japon.
Elle est surtout connue pour être l'auteur des séries Honey and Clover et March Comes in like a Lion.

## Biographie
Chika Umino commence à dessiner des mangas pendant sa scolarité au lycée. Après ses études, elle travaille dans une société en tant qu'illustratrice et designer. Elle publie des dōjinshi basés sur la série Slam Dunk et sur les travaux de Kaoru Takamura.
Entre 2000 et 2006, elle prépublie Honey and Clover (ハチミツとクローバー, Hachimitsu to kurōbā) dans les magazines Comic Cutie, Young YOU puis Chorus ; œuvre Shōjo pour laquelle elle reçoit en 2003 le 27e Prix du manga Kōdansha. La série de 64 chapitres rencontre le succès et est publié en 10 volumes, adaptée en série TV d'animation par le studio J. C. Staff en 2005 (24+2 épisodes par Ken'ichi Kasai) puis en 2006 (12 épisodes par Tatsuyuki Nagai), en film par Masahiro Takada en 2006 et en drama en 2008.
À partir de 2007, elle prépublie March Comes in like a Lion (３月のライオン, litt. « Le lion de mars ») dans le magazine Young Animal chez Hakusensha.
En 2019, elle fait la « une » du magazine MOE avec une illustration de l'héroïne du roman Anne… la maison aux pignons verts de Lucy Maud Montgomery.

### Vie privée
L'autrice, sous pseudonyme, serait née un 30 août 1980[source insuffisante] ou en 1966[source insuffisante]. Son nom de plume viendrait de son endroit préféré umi no chikaku no yuuenchi (海の近くの遊園地, litt. « un parc d'amusement par la mer »), qui est aussi le titre d'un de ses premiers dōjin,.

## Œuvre

### Manga
- ? : Sora no Kotori (one shot)[2]
- ? : Hoshi no Opera (one shot)[2]
- 2000 - 2006 : Honey and Clover (ハチミツとクローバー, Hachimitsu to kurōbā?), pré publié dans les magazines Cutie Comic, Young You et Chorus ; 10 volumes publiés chez Shueisha[BU 1].
- 2007 - ? : March Comes in like a Lion (3月のライオン, Sangatsu no Raion?), pré publié dans le magazine Young Animal ; 15 volumes publiés chez Hakusensha[BU 2].
- 2011 : Spica March Comes in like a Lion (スピカ, Supika?)(recueil), 1 volume publié chez Hakusensha[BU 3].
- 2015 : 3-gatsu no Lion Shouwa Ibun - Shakunetsu no Jidai avec Hideaki Nishikawa, pré publié dans le magazine Young Animal ; 10 volumes publiés chez Hakusensha[BU 4].

#### Collectif
- 2011 : Suki desu, Kono Shoujo Manga.[BU 5]
- 2013 : Mangaka-san Irasshai! R's Bar - Mangaka no Atsumaru Mise, prépublié dans le magazine Young Animal Arashi ; 1 volume publié chez Hakusensha[BU 6].

### Série d'animation
- 2009 : Eden of the East (東のエデン, Higashi no eden?) (chara design)
- 2016 : 3-gatsu no llion (Shaft)

## Récompenses
- 2003 : Prix du manga Kōdansha pour Honey and Clover, catégorie shōjo
- 2011 : Prix Manga Taishō et Prix du manga Kōdansha pour Sangatsu no Lion
- 2014 : Prix culturel Osamu Tezuka pour Sangatsu no Lion

## Sources
- (en) Cet article est partiellement ou en totalité issu de l’article de Wikipédia en anglais intitulé « Chica Umino » (voir la liste des auteurs).